# Jerry Stahl
Jerry Stahl (Pitsburgo, 28 de setembro de 1954) é um roteirista e escritor norte-americano. Como reconhecimento, foi indicado ao Primetime Emmy Awards 2019.